# Трубецкая, Елена Владимировна
Елена Владимировна Трубецкая (урождённая Голицына; 17 марта 1924, Москва — 28 августа 2016, Москва) — советский и российский архитектор-реставратор. Соавтор книжной серии «Памятники архитектуры Москвы». Участвовала в спасении от сноса и реставрации Белых и Красных палат на Пречистенке.

## Биография
Елена Владимировна Трубецкая (урождённая Голицына) родилась 17 марта 1924 года в Москве. Происходила из княжеского рода Голицыных. Её прадед, Владимир Михайлович Голицын, был московским городским головой и почетным гражданином Москвы, а отец, Владимир Михайлович младший, — художником и полярным исследователем. Семья жила в голицынской квартире в Еропкинском переулке. В 1929 году Елена Владимировна вместе с семьёй была выселена из Москвы в связи с дворянским происхождением, несколько лет жила в подмосковном Дмитрове.
Ещё во время учёбы в Московском архитектурном институте планировала стать реставратором. Окончив институт в 1950 году, была направлена в Горпроект города Орла, где занималась послевоенным восстановлением. В 1952 году вступила в Союз архитекторов СССР. В 1956 году вернулась в Москву, занималась исследованием и реставрацией Высоко-Петровского монастыря и палат Аверкия Кириллова на Берсеневской набережной. В 1960 году пришла на работу в проектно-реставрационную мастерскую № 7 управления «Моспроект-3» (руководитель В. Я. Либсон). В этой мастерской, в 1977 году переведённой в управление «Моспроект-2» под № 13, Елена Владимировна проработала более тридцати лет.
Будучи руководителем группы архитекторов, по заданию Главного архитектурно-планировочного управления занималась детальным обследованием центральных улиц Москвы. В 1972 году Е. В. Трубецкая вместе с Д. П. Василевской выявила в готовящихся к сносу постройках на Пречистенке палаты XVII века. Здания удалось спасти, была проведена научная реставрация. В настоящее время эти здания известны как Белые и Красные палаты. Благодаря Е. В. Трубецкой также были выявлены палаты XVII века на Садовнической улице, 55с2. Другой крупной её работой стала реставрация храма Спаса на Сетуни. В 1990-х — 2010-х годах занималась реставрацией Никольского храма в селе Озерецкое.
Е. В. Трубецкая является соавтором книжной серии «Памятники архитектуры Москвы». Публиковала статьи в сборнике «Охрана и реставрация памятников архитектуры». С 2004 по 2014 год ежегодно участвовала в научной конференции «Голицынские чтения».
Умерла 28 августа 2016 года. Похоронена на Долгопрудненском (Центральном) кладбище.

## Семья
Была замужем за кардиологом Андреем Владимировичем Трубецким, происходившим из княжеского рода Трубецких. У них родилось пятеро детей: дочь Елизавета, сыновья Пётр, Михаил, Николай и Владимир. Как многодетная мать, Елена Владимировна была награждена медалью Материнства II степени.